# Ralph Crafoord (född 1936)
Ralph Jacob Crafoord, född 29 april 1936 i Jönköpings Sofia församling, är en svensk teknologie doktor. Han är son till biblioteksmannen Ralph Crafoord.
Crafoord var från 1982 professor i bearbetningsteknologi vid sektionen för maskin- och skeppsteknik på Chalmers tekniska högskola. Han har författat flera läroböcker i bearbetningsteknik.